# Coppa Davis 2024 - Gruppo Mondiale I
Il Gruppo Mondiale I 2024 è il secondo livello della Coppa Davis 2024. La competizione si divide in due turni: nel primo turno (play-off) si affronteranno 24 nazioni; le 12 vincitrici giocheranno nel turno principale contro le perdenti delle qualificazioni alla fase finale per decretare le promozioni alla Coppa Davis 2025. Le 12 perdenti dei play-off giocheranno invece il turno principale del Gruppo Mondiale II.

## Turno principale
Data: 13-15 settembre 2024
In questo turno parteciperanno le dodici nazioni perdenti nelle qualificazioni alla fase finale e le dodici nazioni vincitrici dei play-off. Gli incontri si disputeranno a settembre 2024. Le dodici vincenti parteciperanno alle qualificazioni per la fase finale 2025 mentre le perdenti parteciperanno  ai play-off del Gruppo Mondiale I.
Parteciperanno ventiquattro squadre:
- 12 squadre perdenti dal turno di  qualificazione di febbraio 2024
- 12 squadre vincitrici dei play-off di febbraio 2024.

### Squadre partecipanti
Tra parentesi la posizione occupata nella classifica a squadre di Coppa Davis il 5 febbraio 2024.
Teste di serie
- Serbia (5ª)
- Croazia (7ª)
- Svezia (18ª)
- Kazakistan (19ª)
- Corea del Sud (21ª)
- Svizzera (22ª)
- Ungheria (23ª)
- Portogallo (24ª)
- Austria (25ª)
- Bosnia ed Erzegovina (26ª)
- Israele (27ª)
- Colombia (28ª)

Non teste di serie
- Taipei cinese (29ª)
- Giappone (30ª)
- Norvegia (31ª)
- Turchia (32ª)
- Danimarca (33ª)
- Perù (34ª)
- Ucraina (35ª)
- India (36ª)
- Grecia (38ª)
- Lituania (40ª)
- Polonia (41ª)
- Egitto (43ª)

| Squadra di casa | Punteggio | Squadra ospite            | Luogo           | Stadio                         | Superficie  |
| --------------- | --------- | ------------------------- | --------------- | ------------------------------ | ----------- |
| Serbia [1]      | 3-1       | Grecia                    | Belgrado        | Hala Aleksandar Nikolić        | Cemento (i) |
| Croazia [2]     | 4-0       | Lituania                  | Varaždin        | Arena Varaždin                 | Cemento (i) |
| Svezia [3]      | 4-0       | India                     | Stoccolma       | Kungliga tennishallen          | Cemento (i) |
| Kazakistan [4]  | 1-3       | Danimarca                 | Astana          | Daulet National Tennis Centre  | Cemento (i) |
| Polonia         | 1-3       | Corea del Sud [5]         | Zielona Góra    | CRS Hall                       | Cemento (i) |
| Svizzera [6]    | 4-0       | Perù                      | Bienne          | Swiss Tennis Arena             | Cemento (i) |
| Egitto          | 2-3       | Ungheria [7]              | Il Cairo        | Gezira Sporting Club           | Terra rossa |
| Norvegia        | 3-1       | Portogallo [8]            | Bekkestua       | Nadderud Arena                 | Cemento (i) |
| Austria [9]     | 3-0       | Turchia                   | Bad Waltersdorf | Sportaktivpark Bad Waltersdorf | Terra rossa |
| Taipei cinese   | 3-2       | Bosnia ed Erzegovina [10] | Taipei          | Taipei Tennis Center           | Cemento (i) |
| Israele [11]    | 3-1       | Ucraina                   | Larnaca, Cipro  | Herodotou Tennis Academy       | Cemento     |
| Giappone        | 3-1       | Colombia [12]             | Tokyo           | Ariake Coliseum                | Cemento     |

### Risultati

#### Serbia vs. Grecia
| Serbia 3 | Hala Aleksandar Nikolić, Belgrado, Serbia 14-15 settembre 2024 Cemento (indoor) | Hala Aleksandar Nikolić, Belgrado, Serbia 14-15 settembre 2024 Cemento (indoor) | Grecia 1 |     |     |             |
| \| \| \| \| 1 \| 2 \| 3 \| \| \| - \| \| --------------------------------------------------------------------- \| --- \| --- \| --- \| ----------- \| \| 1 \| \| Miomir Kecmanović Aristotelis Thanos \| 6 3 \| 6 3 \| \| \| \| 2 \| \| Novak Đoković Ioannis Xilas \| 6 0 \| 6 1 \| \| \| \| 3 \| \| Novak Đoković / Hamad Međedović Aristotelis Thanos / Petros Tsitsipas \| 6 3 \| 3 6 \| 6 3 \| \| \| 4 \| \| Dušan Lajović Demetris Azoides \| 6 1 \| 2 3 \| \| ritiro \| \| 5 \| \| Miomir Kecmanović Ioannis Xilas \| \| \| \| non giocato \| |                                                                                 |                                                                                 |          |     |     |             |
| |                                                                                 |                                                                                 | 1        | 2   | 3   |             |
| 1 | Serbia (bandiera) · Grecia (bandiera)                                           | Miomir Kecmanović Aristotelis Thanos                                            | 6 3      | 6 3 |     |             |
| 2 | Serbia (bandiera) · Grecia (bandiera)                                           | Novak Đoković Ioannis Xilas                                                     | 6 0      | 6 1 |     |             |
| 3 | Serbia (bandiera) · Grecia (bandiera)                                           | Novak Đoković / Hamad Međedović Aristotelis Thanos / Petros Tsitsipas           | 6 3      | 3 6 | 6 3 |             |
| 4 | Serbia (bandiera) · Grecia (bandiera)                                           | Dušan Lajović Demetris Azoides                                                  | 6 1      | 2 3 |     | ritiro      |
| 5 | Serbia (bandiera) · Grecia (bandiera)                                           | Miomir Kecmanović Ioannis Xilas                                                 |          |     |     | non giocato |

#### Croazia vs. Lituania
| Croazia 4 | Arena Varaždin, Varaždin, Croazia 13-14 settembre 2024 Cemento (indoor) | Arena Varaždin, Varaždin, Croazia 13-14 settembre 2024 Cemento (indoor) | Lituania 0 |     |     |             |
| \| \| \| \| 1 \| 2 \| 3 \| \| \| - \| \| -------------------------------------------------------- \| --- \| --- \| --- \| ----------- \| \| 1 \| \| Borna Gojo Vilius Gaubas \| 6 4 \| 6 2 \| \| \| \| 2 \| \| Duje Ajduković Edas Butvilas \| 7 5 \| 6 7 \| 6 2 \| \| \| 3 \| \| Mate Pavić / Mili Poljičak Edas Butvilas / Vilius Gaubas \| 6 4 \| 1 6 \| 6 3 \| \| \| 4 \| \| Matej Dodig Vilius Gaubas \| 6 3 \| 6 4 \| \| \| \| 5 \| \| Borna Gojo Edas Butvilas \| \| \| \| non giocato \| |                                                                         |                                                                         |            |     |     |             |
| |                                                                         |                                                                         | 1          | 2   | 3   |             |
| 1 | Croazia (bandiera) · Lituania (bandiera)                                | Borna Gojo Vilius Gaubas                                                | 6 4        | 6 2 |     |             |
| 2 | Croazia (bandiera) · Lituania (bandiera)                                | Duje Ajduković Edas Butvilas                                            | 7 5        | 6 7 | 6 2 |             |
| 3 | Croazia (bandiera) · Lituania (bandiera)                                | Mate Pavić / Mili Poljičak Edas Butvilas / Vilius Gaubas                | 6 4        | 1 6 | 6 3 |             |
| 4 | Croazia (bandiera) · Lituania (bandiera)                                | Matej Dodig Vilius Gaubas                                               | 6 3        | 6 4 |     |             |
| 5 | Croazia (bandiera) · Lituania (bandiera)                                | Borna Gojo Edas Butvilas                                                |            |     |     | non giocato |

#### Svezia vs. India
| Svezia 4 | Kungliga tennishallen, Stoccolma, Svezia 14-15 settembre 2024 Cemento (indoor) | Kungliga tennishallen, Stoccolma, Svezia 14-15 settembre 2024 Cemento (indoor) | India 0 |     |   |             |
| \| \| \| \| 1 \| 2 \| 3 \| \| \| - \| \| ------------------------------------------------------------------- \| --- \| --- \| - \| ----------- \| \| 1 \| \| Elias Ymer Sriram Balaji \| 6 4 \| 6 2 \| \| \| \| 2 \| \| Leo Borg Ramkumar Ramanathan \| 6 3 \| 6 4 \| \| \| \| 3 \| \| Filip Bergevi / André Göransson Sriram Balaji / Ramkumar Ramanathan \| 6 3 \| 6 4 \| \| \| \| 4 \| \| Elias Ymer Siddharth Vishwakarma \| 6 2 \| 6 2 \| \| \| \| 5 \| \| Leo Borg Sriram Balaji \| \| \| \| non giocato \| |                                                                                |                                                                                |         |     |   |             |
| |                                                                                |                                                                                | 1       | 2   | 3 |             |
| 1 | Svezia (bandiera) · India (bandiera)                                           | Elias Ymer Sriram Balaji                                                       | 6 4     | 6 2 |   |             |
| 2 | Svezia (bandiera) · India (bandiera)                                           | Leo Borg Ramkumar Ramanathan                                                   | 6 3     | 6 4 |   |             |
| 3 | Svezia (bandiera) · India (bandiera)                                           | Filip Bergevi / André Göransson Sriram Balaji / Ramkumar Ramanathan            | 6 3     | 6 4 |   |             |
| 4 | Svezia (bandiera) · India (bandiera)                                           | Elias Ymer Siddharth Vishwakarma                                               | 6 2     | 6 2 |   |             |
| 5 | Svezia (bandiera) · India (bandiera)                                           | Leo Borg Sriram Balaji                                                         |         |     |   | non giocato |

#### Kazakistan vs. Danimarca
| Kazakistan 0 | Daulet National Tennis Centre, Astana, Kazakistan 14-15 settembre 2024 Cemento (indoor) | Daulet National Tennis Centre, Astana, Kazakistan 14-15 settembre 2024 Cemento (indoor) | Danimarca 3 |     |     |             |
| \| \| \| \| 1 \| 2 \| 3 \| \| \| - \| \| ---------------------------------------------------------------------------- \| ---- \| --- \| --- \| ----------- \| \| 1 \| \| Aleksandr Bublik Elmer Møller \| 6 1 \| 2 6 \| 2 6 \| \| \| 2 \| \| Aleksandr Ševčenko August Holmgren \| 64 7 \| 3 6 \| \| \| \| 3 \| \| Oleksandr Nedovjesov / Aleksandr Bublik Johannes Ingildsen / August Holmgren \| 67 7 \| 3 6 \| \| \| \| 4 \| \| Beibit Zhukayev Philip Hjorth \| \| \| \| \| \| 5 \| \| Aleksandr Ševčenko Elmer Møller \| \| \| \| non giocato \| |                                                                                         |                                                                                         |             |     |     |             |
| |                                                                                         |                                                                                         | 1           | 2   | 3   |             |
| 1 | Kazakistan (bandiera) · Danimarca (bandiera)                                            | Aleksandr Bublik Elmer Møller                                                           | 6 1         | 2 6 | 2 6 |             |
| 2 | Kazakistan (bandiera) · Danimarca (bandiera)                                            | Aleksandr Ševčenko August Holmgren                                                      | 64 7        | 3 6 |     |             |
| 3 | Kazakistan (bandiera) · Danimarca (bandiera)                                            | Oleksandr Nedovjesov / Aleksandr Bublik Johannes Ingildsen / August Holmgren            | 67 7        | 3 6 |     |             |
| 4 | Kazakistan (bandiera) · Danimarca (bandiera)                                            | Beibit Zhukayev Philip Hjorth                                                           |             |     |     |             |
| 5 | Kazakistan (bandiera) · Danimarca (bandiera)                                            | Aleksandr Ševčenko Elmer Møller                                                         |             |     |     | non giocato |

#### Polonia vs. Corea del Sud
| Polonia 1 | CRS Hall, Zielona Góra, Polonia 13-14 settembre 2024 Cemento (indoor) | CRS Hall, Zielona Góra, Polonia 13-14 settembre 2024 Cemento (indoor) | Corea del Sud 3 |      |     |             |
| \| \| \| \| 1 \| 2 \| 3 \| \| \| - \| \| -------------------------------------------------------------- \| ---- \| ---- \| --- \| ----------- \| \| 1 \| \| Maks Kaśnikowski Hong Seong-chan \| 68 7 \| 2 6 \| \| \| \| 2 \| \| Kamil Majchrzak Kwon Soon-woo \| 5 7 \| 63 7 \| \| \| \| 3 \| \| Karol Drzewiecki / Jan Zieliński Chung Yun-seong / Nam Ji-sung \| 63 7 \| 6 4 \| 3 6 \| \| \| 4 \| \| Partyn Pawelski Song Min-kyu \| 6 3 \| 6 4 \| \| \| \| 5 \| \| Maks Kaśnikowski Kwon Soon-woo \| \| \| \| non giocato \| |                                                                       |                                                                       |                 |      |     |             |
| |                                                                       |                                                                       | 1               | 2    | 3   |             |
| 1 | Polonia (bandiera) · Corea del Sud (bandiera)                         | Maks Kaśnikowski Hong Seong-chan                                      | 68 7            | 2 6  |     |             |
| 2 | Polonia (bandiera) · Corea del Sud (bandiera)                         | Kamil Majchrzak Kwon Soon-woo                                         | 5 7             | 63 7 |     |             |
| 3 | Polonia (bandiera) · Corea del Sud (bandiera)                         | Karol Drzewiecki / Jan Zieliński Chung Yun-seong / Nam Ji-sung        | 63 7            | 6 4  | 3 6 |             |
| 4 | Polonia (bandiera) · Corea del Sud (bandiera)                         | Partyn Pawelski Song Min-kyu                                          | 6 3             | 6 4  |     |             |
| 5 | Polonia (bandiera) · Corea del Sud (bandiera)                         | Maks Kaśnikowski Kwon Soon-woo                                        |                 |      |     | non giocato |

#### Svizzera vs. Perù
| Svizzera 4 | Swiss Tennis Arena, Bienne, Svizzera 13-14 settembre 2024 Cemento (indoor) | Swiss Tennis Arena, Bienne, Svizzera 13-14 settembre 2024 Cemento (indoor)              | Perù 0 |     |      |             |
| \| \| \| \| 1 \| 2 \| 3 \| \| \| - \| \| --------------------------------------------------------------------------------------- \| --- \| --- \| ---- \| ----------- \| \| 1 \| \| Jérôme Kym Ignacio Buse \| 6 1 \| 6 4 \| \| \| \| 2 \| \| Marc-Andrea Hüsler Juan Pablo Varillas \| 6 3 \| 6 4 \| \| \| \| 3 \| \| Marc-Andrea Hüsler / Dominic Stricker Arklon Huertas del Pino / Conner Huertas del Pino \| 7 5 \| 6 1 \| \| \| \| 4 \| \| Rémy Bertola Gonzalo Bueno \| 5 7 \| 7 5 \| 10 5 \| \| \| 5 \| \| Marc-Andrea Hüsler Ignacio Buse \| \| \| \| non giocato \| |                                                                            |                                                                                         |        |     |      |             |
| |                                                                            |                                                                                         | 1      | 2   | 3    |             |
| 1 | Svizzera (bandiera) · Perù (bandiera)                                      | Jérôme Kym Ignacio Buse                                                                 | 6 1    | 6 4 |      |             |
| 2 | Svizzera (bandiera) · Perù (bandiera)                                      | Marc-Andrea Hüsler Juan Pablo Varillas                                                  | 6 3    | 6 4 |      |             |
| 3 | Svizzera (bandiera) · Perù (bandiera)                                      | Marc-Andrea Hüsler / Dominic Stricker Arklon Huertas del Pino / Conner Huertas del Pino | 7 5    | 6 1 |      |             |
| 4 | Svizzera (bandiera) · Perù (bandiera)                                      | Rémy Bertola Gonzalo Bueno                                                              | 5 7    | 7 5 | 10 5 |             |
| 5 | Svizzera (bandiera) · Perù (bandiera)                                      | Marc-Andrea Hüsler Ignacio Buse                                                         |        |     |      | non giocato |

#### Egitto vs. Ungheria
| Egitto 2 | Gezira Sporting Club, Il Cairo, Egitto 13-14 settembre 2024 Terra rossa | Gezira Sporting Club, Il Cairo, Egitto 13-14 settembre 2024 Terra rossa | Ungheria 3 |      |      |  |
| \| \| \| \| 1 \| 2 \| 3 \| \| \| - \| \| --------------------------------------------------------------------- \| ---- \| ---- \| ---- \| \| \| 1 \| \| Amr Elsayed Zsombor Piros \| 7 5 \| 3 6 \| 4 6 \| \| \| 2 \| \| Mohamed Safwat Máté Valkusz \| 6 3 \| 5 7 \| 7 65 \| \| \| 3 \| \| Karim-Mohamed Maamoun / Mohamed Safwat Péter Fajta / Gergely Madarász \| 7 6 \| 7 64 \| \| \| \| 4 \| \| Mohamed Safwat Zsombor Piros \| 63 7 \| 1 6 \| \| \| \| 5 \| \| Fares Zakaria Máté Valkusz \| 3 6 \| 4 6 \| \| \| |                                                                         |                                                                         |            |      |      |  |
| |                                                                         |                                                                         | 1          | 2    | 3    |  |
| 1 | Egitto (bandiera) · Ungheria (bandiera)                                 | Amr Elsayed Zsombor Piros                                               | 7 5        | 3 6  | 4 6  |  |
| 2 | Egitto (bandiera) · Ungheria (bandiera)                                 | Mohamed Safwat Máté Valkusz                                             | 6 3        | 5 7  | 7 65 |  |
| 3 | Egitto (bandiera) · Ungheria (bandiera)                                 | Karim-Mohamed Maamoun / Mohamed Safwat Péter Fajta / Gergely Madarász   | 7 6        | 7 64 |      |  |
| 4 | Egitto (bandiera) · Ungheria (bandiera)                                 | Mohamed Safwat Zsombor Piros                                            | 63 7       | 1 6  |      |  |
| 5 | Egitto (bandiera) · Ungheria (bandiera)                                 | Fares Zakaria Máté Valkusz                                              | 3 6        | 4 6  |      |  |

#### Norvegia vs. Portogallo
| Norvegia 3 | Nadderud Arena, Bekkestua, Norvegia 13-14 settembre 2024 Cemento (indoor) | Nadderud Arena, Bekkestua, Norvegia 13-14 settembre 2024 Cemento (indoor) | Portogallo 1 |     |      |             |
| \| \| \| \| 1 \| 2 \| 3 \| \| \| - \| \| ------------------------------------------------------------- \| ---- \| --- \| ---- \| ----------- \| \| 1 \| \| Nicolai Budkov Kjær Jaime Faria \| 4 6 \| 6 3 \| 7 64 \| \| \| 2 \| \| Casper Ruud Henrique Rocha \| 3 6 \| 4 6 \| \| \| \| 3 \| \| Viktor Durasovic / Casper Ruud Francisco Cabral / Jaime Faria \| 7 5 \| 6 3 \| \| \| \| 4 \| \| Casper Ruud Jaime Faria \| 7 63 \| 6 2 \| \| \| \| 5 \| \| Nicolai Budkov Kjær Henrique Rocha \| \| \| \| non giocato \| |                                                                           |                                                                           |              |     |      |             |
| |                                                                           |                                                                           | 1            | 2   | 3    |             |
| 1 | Norvegia (bandiera) · Portogallo (bandiera)                               | Nicolai Budkov Kjær Jaime Faria                                           | 4 6          | 6 3 | 7 64 |             |
| 2 | Norvegia (bandiera) · Portogallo (bandiera)                               | Casper Ruud Henrique Rocha                                                | 3 6          | 4 6 |      |             |
| 3 | Norvegia (bandiera) · Portogallo (bandiera)                               | Viktor Durasovic / Casper Ruud Francisco Cabral / Jaime Faria             | 7 5          | 6 3 |      |             |
| 4 | Norvegia (bandiera) · Portogallo (bandiera)                               | Casper Ruud Jaime Faria                                                   | 7 63         | 6 2 |      |             |
| 5 | Norvegia (bandiera) · Portogallo (bandiera)                               | Nicolai Budkov Kjær Henrique Rocha                                        |              |     |      | non giocato |

#### Austria vs. Turchia
| Austria 2 | Sportaktivpark Bad Waltersdorf, Bad Waltersdorf, Austria 13-14 settembre 2024 Terra rossa | Sportaktivpark Bad Waltersdorf, Bad Waltersdorf, Austria 13-14 settembre 2024 Terra rossa | Turchia 0 |     |   |  |
| \| \| \| \| 1 \| 2 \| 3 \| \| \| - \| \| --------------------------------------------------------- \| --- \| --- \| - \| \| \| 1 \| \| Jurij Rodionov Yanki Erel \| 6 3 \| 6 4 \| \| \| \| 2 \| \| Lukas Neumayer Cem İlkel \| 7 6 \| 6 2 \| \| \| \| 3 \| \| Alexander Erler / Lucas Miedler Cengiz Aksu / Koray Kırcı \| \| \| \| \| \| 4 \| \| Jurij Rodionov Cem İlkel \| \| \| \| \| \| 5 \| \| Lukas Neumayer Yanki Erel \| \| \| \| \| |                                                                                           |                                                                                           |           |     |   |  |
| |                                                                                           |                                                                                           | 1         | 2   | 3 |  |
| 1 | Austria (bandiera) · Turchia (bandiera)                                                   | Jurij Rodionov Yanki Erel                                                                 | 6 3       | 6 4 |   |  |
| 2 | Austria (bandiera) · Turchia (bandiera)                                                   | Lukas Neumayer Cem İlkel                                                                  | 7 6       | 6 2 |   |  |
| 3 | Austria (bandiera) · Turchia (bandiera)                                                   | Alexander Erler / Lucas Miedler Cengiz Aksu / Koray Kırcı                                 |           |     |   |  |
| 4 | Austria (bandiera) · Turchia (bandiera)                                                   | Jurij Rodionov Cem İlkel                                                                  |           |     |   |  |
| 5 | Austria (bandiera) · Turchia (bandiera)                                                   | Lukas Neumayer Yanki Erel                                                                 |           |     |   |  |

#### Taipei cinese vs. Bosnia ed Erzegovina
| Taipei cinese 3 | Taipei Tennis Center, Taipei, Taipei cinese 14-15 settembre 2024 Cemento (indoor) | Taipei Tennis Center, Taipei, Taipei cinese 14-15 settembre 2024 Cemento (indoor) | Bosnia ed Erzegovina 2 |     |     |  |
| \| \| \| \| 1 \| 2 \| 3 \| \| \| - \| \| ------------------------------------------------ \| --- \| --- \| --- \| \| \| 1 \| \| Tseng Chun-hsin Mirza Bašić \| 6 3 \| 5 7 \| 4 6 \| \| \| 2 \| \| Wu Tung-lin Damir Džumhur \| 6 2 \| 6 1 \| \| \| \| 3 \| \| Ray Ho / Hsu Yu-hsiou Mirza Bašić / Nerman Fatić \| 6 3 \| 6 4 \| \| \| \| 4 \| \| Tseng Chun-hsin Damir Džumhur \| 4 6 \| 6 2 \| 2 6 \| \| \| 5 \| \| Wu Tung-lin Mirza Bašić \| 6 1 \| 6 4 \| \| \| |                                                                                   |                                                                                   |                        |     |     |  |
| |                                                                                   |                                                                                   | 1                      | 2   | 3   |  |
| 1 | Taipei cinese (bandiera) · Bosnia ed Erzegovina (bandiera)                        | Tseng Chun-hsin Mirza Bašić                                                       | 6 3                    | 5 7 | 4 6 |  |
| 2 | Taipei cinese (bandiera) · Bosnia ed Erzegovina (bandiera)                        | Wu Tung-lin Damir Džumhur                                                         | 6 2                    | 6 1 |     |  |
| 3 | Taipei cinese (bandiera) · Bosnia ed Erzegovina (bandiera)                        | Ray Ho / Hsu Yu-hsiou Mirza Bašić / Nerman Fatić                                  | 6 3                    | 6 4 |     |  |
| 4 | Taipei cinese (bandiera) · Bosnia ed Erzegovina (bandiera)                        | Tseng Chun-hsin Damir Džumhur                                                     | 4 6                    | 6 2 | 2 6 |  |
| 5 | Taipei cinese (bandiera) · Bosnia ed Erzegovina (bandiera)                        | Wu Tung-lin Mirza Bašić                                                           | 6 1                    | 6 4 |     |  |

#### Israele vs. Ucraina
| Israele 3 | Herodotou Tennis Academy, Larnaca, Cipro 13-14 settembre 2024 Cemento | Herodotou Tennis Academy, Larnaca, Cipro 13-14 settembre 2024 Cemento | Ucraina 1 |      |      |             |
| \| \| \| \| 1 \| 2 \| 3 \| \| \| - \| \| ------------------------------------------------------------------- \| --- \| ---- \| ---- \| ----------- \| \| 1 \| \| Yshai Oliel Oleksandr Ovcharenko \| 0 6 \| 6 4 \| 6 4 \| \| \| 2 \| \| Daniel Cukierman Vitaliy Sachko \| 6 2 \| 6 2 \| \| \| \| 3 \| \| Daniel Cukierman / Roy Stepanov Illya Beloborodko / Oleksii Krutykh \| 5 7 \| 67 7 \| \| \| \| 4 \| \| Yshai Oliel Oleksii Krutykh \| 6 2 \| 3 6 \| 7 63 \| \| \| 5 \| \| Daniel Cukierman Oleksandr Ovcharenko \| \| \| \| non giocato \| |                                                                       |                                                                       |           |      |      |             |
| |                                                                       |                                                                       | 1         | 2    | 3    |             |
| 1 | Israele (bandiera) · Ucraina (bandiera)                               | Yshai Oliel Oleksandr Ovcharenko                                      | 0 6       | 6 4  | 6 4  |             |
| 2 | Israele (bandiera) · Ucraina (bandiera)                               | Daniel Cukierman Vitaliy Sachko                                       | 6 2       | 6 2  |      |             |
| 3 | Israele (bandiera) · Ucraina (bandiera)                               | Daniel Cukierman / Roy Stepanov Illya Beloborodko / Oleksii Krutykh   | 5 7       | 67 7 |      |             |
| 4 | Israele (bandiera) · Ucraina (bandiera)                               | Yshai Oliel Oleksii Krutykh                                           | 6 2       | 3 6  | 7 63 |             |
| 5 | Israele (bandiera) · Ucraina (bandiera)                               | Daniel Cukierman Oleksandr Ovcharenko                                 |           |      |      | non giocato |

#### Giappone vs. Colombia
| Giappone 3 | Ariake Coliseum, Tokyo, Giappone 14-15 settembre 2024 Cemento | Ariake Coliseum, Tokyo, Giappone 14-15 settembre 2024 Cemento                | Colombia 1 |     |     |             |
| \| \| \| \| 1 \| 2 \| 3 \| \| \| - \| \| ---------------------------------------------------------------------------- \| ---- \| --- \| --- \| ----------- \| \| 1 \| \| Yoshihito Nishioka Adrià Soriano Barrera \| 6 3 \| 6 4 \| \| \| \| 2 \| \| Kei Nishikori Nicolás Mejía \| 6 4 \| 6 4 \| \| \| \| 3 \| \| Shintaro Mochizuki / Yosuke Watanuki Nicolás Barrientos / Cristian Rodríguez \| 7 64 \| 2 6 \| 3 6 \| \| \| 4 \| \| Yoshihito Nishioka Nicolás Mejía \| 7 5 \| 6 4 \| \| \| \| 5 \| \| Kei Nishikori Adrià Soriano Barrera \| \| \| \| non giocato \| |                                                               |                                                                              |            |     |     |             |
| |                                                               |                                                                              | 1          | 2   | 3   |             |
| 1 | Giappone (bandiera) · Colombia (bandiera)                     | Yoshihito Nishioka Adrià Soriano Barrera                                     | 6 3        | 6 4 |     |             |
| 2 | Giappone (bandiera) · Colombia (bandiera)                     | Kei Nishikori Nicolás Mejía                                                  | 6 4        | 6 4 |     |             |
| 3 | Giappone (bandiera) · Colombia (bandiera)                     | Shintaro Mochizuki / Yosuke Watanuki Nicolás Barrientos / Cristian Rodríguez | 7 64       | 2 6 | 3 6 |             |
| 4 | Giappone (bandiera) · Colombia (bandiera)                     | Yoshihito Nishioka Nicolás Mejía                                             | 7 5        | 6 4 |     |             |
| 5 | Giappone (bandiera) · Colombia (bandiera)                     | Kei Nishikori Adrià Soriano Barrera                                          |            |     |     | non giocato |

## Play-off
Data: 2-4 febbraio 2024
Ai play-off prenderanno parte 24 squadre:
- 12 perdenti del turno principale del Gruppo Mondiale I 2023;
- 12 vincenti del turno principale del Gruppo Mondiale II 2023;

### Squadre partecipanti
Tra parentesi la posizione occupata nella classifica a squadre di Coppa Davis il 27 novembre 2023.
Teste di serie
- Colombia (20ª)
- Giappone (24ª)
- Austria (27ª)
- Ecuador (28ª)
- Norvegia (29ª)
- Romania (30ª)
- Bosnia ed Erzegovina (33ª)
- Uzbekistan (36ª)
- Turchia (37ª)
- Danimarca (38ª)
- India (39ª)
- Lituania (40ª)

Non teste di serie
- Nuova Zelanda (41ª)
- Messico (42ª)
- Bulgaria (43ª)
- Grecia (44ª)
- Pakistan (45ª)
- Lettonia (47ª)
- Libano (48ª)
- Irlanda (50ª)
- Polonia (51ª)
- Egitto (55ª)
- Lussemburgo (64ª)
- Georgia (68ª)

### Sommario
| Squadra di casa | Punteggio | Squadra ospite           | Luogo            | Stadio                      | Superficie  |
| --------------- | --------- | ------------------------ | ---------------- | --------------------------- | ----------- |
| Colombia [1]    | 3-2       | Lussemburgo              | Bogotà           | Club Bellavista Colsubsidio | Terra rossa |
| Libano          | 1-3       | Giappone [2]             | Il Cairo, Egitto | Smash Sporting Club         | Terra rossa |
| Irlanda         | 0-4       | Austria [3]              | Limerick         | UL Sport Arena              | Cemento (i) |
| Egitto [4]      | 3-1       | Ecuador                  | Il Cairo, Egitto | El Gezira Sporting Club     | Terra Rossa |
| Norvegia [5]    | 4-0       | Lettonia                 | Gjøvik           | Gjøvik Olympic Cavern Hall  | Cemento (i) |
| Grecia          | 4-0       | Romania [6]              | Atene            | Ano Liosia Olympic Hall     | Cemento (i) |
| Bulgaria        | 1-3       | Bosnia ed Erzegovina [7] | Burgas           | Tennis Center Avenue        | Cemento (i) |
| Uzbekistan [8]  | 0-4       | Polonia                  | Tashkent         | Humo Arena                  | Cemento (i) |
| Nuova Zelanda   | 1-3       | Turchia [9]              | Auckland         | ASB Tennis Arena            | Cemento     |
| Messico         | 1-3       | Danimarca [10]           | Guadalajara      | Hacienda San Javier         | Terra rossa |
| Pakistan        | 0-4       | India [11]               | Islamabad        | Pakistan Sports Complex     | Erba        |
| Lituania [12]   | 3-2       | Georgia                  | Vilnius          | SEB Arena                   | Cemento (i) |

### Risultati

#### Colombia vs. Lussemburgo
| Colombia 3 | Club Bellavista Colsubsidio, Bogotà, Colombia 2-3 febbraio 2024 Terra rossa | Club Bellavista Colsubsidio, Bogotà, Colombia 2-3 febbraio 2024 Terra rossa | Lussemburgo 2 |      |     |  |
| \| \| \| \| 1 \| 2 \| 3 \| \| \| - \| \| ------------------------------------------------------------------ \| ---- \| ---- \| --- \| \| \| 1 \| \| Nicolás Mejía Chris Rodesch \| 63 7 \| 3 6 \| \| \| \| 2 \| \| Adrià Soriano Alex Knaff \| 4 6 \| 6 2 \| 4 6 \| \| \| 3 \| \| Nicolás Barrientos / Cristian Rodríguez Alex Knaff / Chris Rodesch \| 6 3 \| 61 7 \| 6 1 \| \| \| 4 \| \| Nicolás Mejía Alex Knaff \| 6 2 \| 6 3 \| \| \| \| 5 \| \| Adrià Soriano Chris Rodesch \| 6 3 \| 7 65 \| \| \| |                                                                             |                                                                             |               |      |     |  |
| |                                                                             |                                                                             | 1             | 2    | 3   |  |
| 1 | Colombia (bandiera) · Lussemburgo (bandiera)                                | Nicolás Mejía Chris Rodesch                                                 | 63 7          | 3 6  |     |  |
| 2 | Colombia (bandiera) · Lussemburgo (bandiera)                                | Adrià Soriano Alex Knaff                                                    | 4 6           | 6 2  | 4 6 |  |
| 3 | Colombia (bandiera) · Lussemburgo (bandiera)                                | Nicolás Barrientos / Cristian Rodríguez Alex Knaff / Chris Rodesch          | 6 3           | 61 7 | 6 1 |  |
| 4 | Colombia (bandiera) · Lussemburgo (bandiera)                                | Nicolás Mejía Alex Knaff                                                    | 6 2           | 6 3  |     |  |
| 5 | Colombia (bandiera) · Lussemburgo (bandiera)                                | Adrià Soriano Chris Rodesch                                                 | 6 3           | 7 65 |     |  |

#### Libano vs. Giappone
| Libano 1 | Smash Sporting Club, Il Cairo, Egitto 2-3 febbraio 2024 Terra rossa | Smash Sporting Club, Il Cairo, Egitto 2-3 febbraio 2024 Terra rossa | Giappone 3 |      |     |             |
| \| \| \| \| 1 \| 2 \| 3 \| \| \| - \| \| ----------------------------------------------------------------- \| --- \| ---- \| --- \| ----------- \| \| 1 \| \| Hady Habib Yoshihito Nishioka \| 3 6 \| 4 6 \| \| \| \| 2 \| \| Benjamin Hassan Yosuke Watanuki \| 6 2 \| 7 63 \| \| \| \| 3 \| \| Hady Habib / Benjamin Hassan Yoshihito Nishioka / Yosuke Watanuki \| 5 7 \| 5 7 \| \| \| \| 4 \| \| Benjamin Hassan Yoshihito Nishioka \| 6 1 \| 62 7 \| 4 6 \| \| \| 5 \| \| Hady Habib Yosuke Watanuki \| \| \| \| non giocato \| |                                                                     |                                                                     |            |      |     |             |
| |                                                                     |                                                                     | 1          | 2    | 3   |             |
| 1 | Libano (bandiera) · Giappone (bandiera)                             | Hady Habib Yoshihito Nishioka                                       | 3 6        | 4 6  |     |             |
| 2 | Libano (bandiera) · Giappone (bandiera)                             | Benjamin Hassan Yosuke Watanuki                                     | 6 2        | 7 63 |     |             |
| 3 | Libano (bandiera) · Giappone (bandiera)                             | Hady Habib / Benjamin Hassan Yoshihito Nishioka / Yosuke Watanuki   | 5 7        | 5 7  |     |             |
| 4 | Libano (bandiera) · Giappone (bandiera)                             | Benjamin Hassan Yoshihito Nishioka                                  | 6 1        | 62 7 | 4 6 |             |
| 5 | Libano (bandiera) · Giappone (bandiera)                             | Hady Habib Yosuke Watanuki                                          |            |      |     | non giocato |

#### Irlanda vs. Austria
| Irlanda 0 | UL Sport Arena, Limerick, Irlanda 3-4 febbraio 2024 Cemento (i) | UL Sport Arena, Limerick, Irlanda 3-4 febbraio 2024 Cemento (i) | Austria 4 |      |      |             |
| \| \| \| \| 1 \| 2 \| 3 \| \| \| - \| \| ----------------------------------------------------------- \| --- \| ---- \| ---- \| ----------- \| \| 1 \| \| Michael Agwi Dominic Thiem \| 6 7 \| 3 6 \| \| \| \| 2 \| \| Osgar O'Hoisin Sebastian Ofner \| 4 6 \| 4 6 \| \| \| \| 3 \| \| Conor Gannon / David O'Hare Alexander Erler / Lucas Miedler \| 1 6 \| 65 7 \| \| \| \| 4 \| \| Michael Agwi Lucas Miedler \| 3 6 \| 6 3 \| 8 10 \| \| \| 5 \| \| Osgar O'Hoisin Dominic Thiem \| \| \| \| non giocato \| |                                                                 |                                                                 |           |      |      |             |
| |                                                                 |                                                                 | 1         | 2    | 3    |             |
| 1 | Irlanda (bandiera) · Austria (bandiera)                         | Michael Agwi Dominic Thiem                                      | 6 7       | 3 6  |      |             |
| 2 | Irlanda (bandiera) · Austria (bandiera)                         | Osgar O'Hoisin Sebastian Ofner                                  | 4 6       | 4 6  |      |             |
| 3 | Irlanda (bandiera) · Austria (bandiera)                         | Conor Gannon / David O'Hare Alexander Erler / Lucas Miedler     | 1 6       | 65 7 |      |             |
| 4 | Irlanda (bandiera) · Austria (bandiera)                         | Michael Agwi Lucas Miedler                                      | 3 6       | 6 3  | 8 10 |             |
| 5 | Irlanda (bandiera) · Austria (bandiera)                         | Osgar O'Hoisin Dominic Thiem                                    |           |      |      | non giocato |

#### Egitto vs. Ecuador
| Egitto 3 | El Gezira Sporting Club, Il Cairo, Egitto 2-3 febbraio 2024 Terra Rossa | El Gezira Sporting Club, Il Cairo, Egitto 2-3 febbraio 2024 Terra Rossa | Ecuador 1 |      |      |             |
| \| \| \| \| 1 \| 2 \| 3 \| \| \| - \| \| --------------------------------------------------------------------- \| ---- \| ---- \| ---- \| ----------- \| \| 1 \| \| Mohamed Safwat Álvaro Guillén Meza \| 4 6 \| 7 6 \| 7 6 \| \| \| 2 \| \| Amr Elsayed Emilio Gómez \| 7 5 \| 6 3 \| \| \| \| 3 \| \| Karim-Mohamed Maamoun / Mohamed Safwat Andrés Andrade / Diego Hidalgo \| 7 65 \| 7 63 \| \| \| \| 4 \| \| Michael Bassem Sobhy Andrés Andrade \| 6 4 \| 5 7 \| 7 10 \| \| \| 5 \| \| Amr Elsayed Álvaro Guillén Meza \| \| \| \| non giocato \| |                                                                         |                                                                         |           |      |      |             |
| |                                                                         |                                                                         | 1         | 2    | 3    |             |
| 1 | Egitto (bandiera) · Ecuador (bandiera)                                  | Mohamed Safwat Álvaro Guillén Meza                                      | 4 6       | 7 6  | 7 6  |             |
| 2 | Egitto (bandiera) · Ecuador (bandiera)                                  | Amr Elsayed Emilio Gómez                                                | 7 5       | 6 3  |      |             |
| 3 | Egitto (bandiera) · Ecuador (bandiera)                                  | Karim-Mohamed Maamoun / Mohamed Safwat Andrés Andrade / Diego Hidalgo   | 7 65      | 7 63 |      |             |
| 4 | Egitto (bandiera) · Ecuador (bandiera)                                  | Michael Bassem Sobhy Andrés Andrade                                     | 6 4       | 5 7  | 7 10 |             |
| 5 | Egitto (bandiera) · Ecuador (bandiera)                                  | Amr Elsayed Álvaro Guillén Meza                                         |           |      |      | non giocato |

#### Norvegia vs. Lettonia
| Norvegia 4 | Gjøvik Olympic Cavern Hall, Gjøvik, Norvegia 2-3 febbraio 2024 Cemento (i) | Gjøvik Olympic Cavern Hall, Gjøvik, Norvegia 2-3 febbraio 2024 Cemento (i) | Lettonia 0 |     |   |             |
| \| \| \| \| 1 \| 2 \| 3 \| \| \| - \| \| ----------------------------------------------------------------- \| --- \| --- \| - \| ----------- \| \| 1 \| \| Viktor Durasovic Robert Strombachs \| 7 5 \| 6 2 \| \| \| \| 2 \| \| Casper Ruud Mārtiņš Rocēns \| 6 1 \| 6 1 \| \| \| \| 3 \| \| Viktor Durasovic / Casper Ruud Mārtiņš Rocēns / Robert Strombachs \| 6 1 \| 6 3 \| \| \| \| 4 \| \| Nicolai Budkov Kjær Dāvis Rolis \| 6 3 \| 6 4 \| \| \| \| 5 \| \| Viktor Durasovic Mārtiņš Rocēns \| \| \| \| non giocato \| |                                                                            |                                                                            |            |     |   |             |
| |                                                                            |                                                                            | 1          | 2   | 3 |             |
| 1 | Norvegia (bandiera) · Lettonia (bandiera)                                  | Viktor Durasovic Robert Strombachs                                         | 7 5        | 6 2 |   |             |
| 2 | Norvegia (bandiera) · Lettonia (bandiera)                                  | Casper Ruud Mārtiņš Rocēns                                                 | 6 1        | 6 1 |   |             |
| 3 | Norvegia (bandiera) · Lettonia (bandiera)                                  | Viktor Durasovic / Casper Ruud Mārtiņš Rocēns / Robert Strombachs          | 6 1        | 6 3 |   |             |
| 4 | Norvegia (bandiera) · Lettonia (bandiera)                                  | Nicolai Budkov Kjær Dāvis Rolis                                            | 6 3        | 6 4 |   |             |
| 5 | Norvegia (bandiera) · Lettonia (bandiera)                                  | Viktor Durasovic Mārtiņš Rocēns                                            |            |     |   | non giocato |

#### Grecia vs. Romania
| Grecia 4 | Ano Liosia Olympic Hall, Atene, Grecia 3-4 febbraio 2024 Cemento (i) | Ano Liosia Olympic Hall, Atene, Grecia 3-4 febbraio 2024 Cemento (i)    | Romania 0 |     |     |             |
| \| \| \| \| 1 \| 2 \| 3 \| \| \| - \| \| ----------------------------------------------------------------------- \| ---- \| --- \| --- \| ----------- \| \| 1 \| \| Stefanos Tsitsipas Marius Copil \| 6 3 \| 6 4 \| \| \| \| 2 \| \| Aristotelis Thanos Nicholas David Ionel \| 4 6 \| 6 3 \| 6 2 \| \| \| 3 \| \| Petros Tsitsipas / Stefanos Tsitsipas Marius Copil / Victor Vlad Cornea \| 64 7 \| 6 3 \| 6 4 \| \| \| 4 \| \| Ioannis Xilas Luca Preda \| 6 1 \| 6 4 \| \| \| \| 5 \| \| Aristotelis Thanos Marius Copil \| \| \| \| non giocato \| |                                                                      |                                                                         |           |     |     |             |
| |                                                                      |                                                                         | 1         | 2   | 3   |             |
| 1 | Grecia (bandiera) · Romania (bandiera)                               | Stefanos Tsitsipas Marius Copil                                         | 6 3       | 6 4 |     |             |
| 2 | Grecia (bandiera) · Romania (bandiera)                               | Aristotelis Thanos Nicholas David Ionel                                 | 4 6       | 6 3 | 6 2 |             |
| 3 | Grecia (bandiera) · Romania (bandiera)                               | Petros Tsitsipas / Stefanos Tsitsipas Marius Copil / Victor Vlad Cornea | 64 7      | 6 3 | 6 4 |             |
| 4 | Grecia (bandiera) · Romania (bandiera)                               | Ioannis Xilas Luca Preda                                                | 6 1       | 6 4 |     |             |
| 5 | Grecia (bandiera) · Romania (bandiera)                               | Aristotelis Thanos Marius Copil                                         |           |     |     | non giocato |

#### Bulgaria vs. Bosnia ed Erzegovina
| Bulgaria 1 | Tennis Center Avenue , Burgas, Bulgaria 3-4 febbraio 2024 Cemento (i) | Tennis Center Avenue , Burgas, Bulgaria 3-4 febbraio 2024 Cemento (i) | Bosnia ed Erzegovina 3 |     |      |             |
| \| \| \| \| 1 \| 2 \| 3 \| \| \| - \| \| ---------------------------------------------------------------- \| ----- \| --- \| ---- \| ----------- \| \| 1 \| \| Dimitar Kuzmanov Nerman Fatić \| 6 3 \| 3 6 \| 4 6 \| \| \| 2 \| \| Yanaki Milev Damir Džumhur \| 3 6 \| 2 6 \| \| \| \| 3 \| \| Alexander Donski / Alexandar Lazarov Mirza Bašić / Damir Džumhur \| 610 7 \| 3 6 \| \| \| \| 4 \| \| Petr Nesterov Andrej Nedić \| 4 6 \| 6 2 \| 10 8 \| \| \| 5 \| \| Yanaki Milev Nerman Fatić \| \| \| \| non giocato \| |                                                                       |                                                                       |                        |     |      |             |
| |                                                                       |                                                                       | 1                      | 2   | 3    |             |
| 1 | Bulgaria (bandiera) · Bosnia ed Erzegovina (bandiera)                 | Dimitar Kuzmanov Nerman Fatić                                         | 6 3                    | 3 6 | 4 6  |             |
| 2 | Bulgaria (bandiera) · Bosnia ed Erzegovina (bandiera)                 | Yanaki Milev Damir Džumhur                                            | 3 6                    | 2 6 |      |             |
| 3 | Bulgaria (bandiera) · Bosnia ed Erzegovina (bandiera)                 | Alexander Donski / Alexandar Lazarov Mirza Bašić / Damir Džumhur      | 610 7                  | 3 6 |      |             |
| 4 | Bulgaria (bandiera) · Bosnia ed Erzegovina (bandiera)                 | Petr Nesterov Andrej Nedić                                            | 4 6                    | 6 2 | 10 8 |             |
| 5 | Bulgaria (bandiera) · Bosnia ed Erzegovina (bandiera)                 | Yanaki Milev Nerman Fatić                                             |                        |     |      | non giocato |

#### Uzbekistan vs. Polonia
| Uzbekistan 0 | Humo Arena, Tashkent, Uzbekistan 2-3 febbraio 2024 Cemento (i) | Humo Arena, Tashkent, Uzbekistan 2-3 febbraio 2024 Cemento (i)  | Polonia 4 |     |   |             |
| \| \| \| \| 1 \| 2 \| 3 \| \| \| - \| \| --------------------------------------------------------------- \| ---- \| --- \| - \| ----------- \| \| 1 \| \| Sergey Fomin Hubert Hurkacz \| 2 6 \| 1 6 \| \| \| \| 2 \| \| Khumoyun Sultanov Maks Kaśnikowski \| 3 6 \| 1 6 \| \| \| \| 3 \| \| Sergey Fomin / Khumoyun Sultanov Hubert Hurkacz / Jan Zieliński \| 61 7 \| 4 6 \| \| \| \| 4 \| \| Maxim Shin Kamil Majchrzak \| 1 6 \| 1 6 \| \| \| \| 5 \| \| Sergey Fomin Maks Kaśnikowski \| \| \| \| non giocato \| |                                                                |                                                                 |           |     |   |             |
| |                                                                |                                                                 | 1         | 2   | 3 |             |
| 1 | Uzbekistan (bandiera) · Polonia (bandiera)                     | Sergey Fomin Hubert Hurkacz                                     | 2 6       | 1 6 |   |             |
| 2 | Uzbekistan (bandiera) · Polonia (bandiera)                     | Khumoyun Sultanov Maks Kaśnikowski                              | 3 6       | 1 6 |   |             |
| 3 | Uzbekistan (bandiera) · Polonia (bandiera)                     | Sergey Fomin / Khumoyun Sultanov Hubert Hurkacz / Jan Zieliński | 61 7      | 4 6 |   |             |
| 4 | Uzbekistan (bandiera) · Polonia (bandiera)                     | Maxim Shin Kamil Majchrzak                                      | 1 6       | 1 6 |   |             |
| 5 | Uzbekistan (bandiera) · Polonia (bandiera)                     | Sergey Fomin Maks Kaśnikowski                                   |           |     |   | non giocato |

#### Nuova Zelanda vs. Turchia
| Nuova Zelanda 1 | ASB Tennis Arena, Auckland, Nuova Zelanda 2-3 febbraio 2024 Cemento | ASB Tennis Arena, Auckland, Nuova Zelanda 2-3 febbraio 2024 Cemento | Turchia 3 |     |      |             |
| \| \| \| \| 1 \| 2 \| 3 \| \| \| - \| \| ------------------------------------------------------------- \| ---- \| --- \| ---- \| ----------- \| \| 1 \| \| Kiranpal Pannu Cem İlkel \| 6 3 \| 6 2 \| \| \| \| 2 \| \| Ajeet Rai Yankı Erel \| 7 65 \| 2 6 \| 4 6 \| \| \| 3 \| \| Marcus Daniell / Finn Reynolds Altuğ Çelikbilek / Ergi Kırkın \| 6 3 \| 3 6 \| 65 7 \| \| \| 4 \| \| Ajeet Rai Altuğ Çelikbilek \| 3 6 \| 2 6 \| \| \| \| 5 \| \| Kiranpal Pannu Yankı Erel \| \| \| \| non giocato \| |                                                                     |                                                                     |           |     |      |             |
| |                                                                     |                                                                     | 1         | 2   | 3    |             |
| 1 | Nuova Zelanda (bandiera) · Turchia (bandiera)                       | Kiranpal Pannu Cem İlkel                                            | 6 3       | 6 2 |      |             |
| 2 | Nuova Zelanda (bandiera) · Turchia (bandiera)                       | Ajeet Rai Yankı Erel                                                | 7 65      | 2 6 | 4 6  |             |
| 3 | Nuova Zelanda (bandiera) · Turchia (bandiera)                       | Marcus Daniell / Finn Reynolds Altuğ Çelikbilek / Ergi Kırkın       | 6 3       | 3 6 | 65 7 |             |
| 4 | Nuova Zelanda (bandiera) · Turchia (bandiera)                       | Ajeet Rai Altuğ Çelikbilek                                          | 3 6       | 2 6 |      |             |
| 5 | Nuova Zelanda (bandiera) · Turchia (bandiera)                       | Kiranpal Pannu Yankı Erel                                           |           |     |      | non giocato |

#### Messico vs. Danimarca
| Messico 1 | Hacienda San Javier, Guadalajara, Messico 3-4 febbraio 2023 Terra rossa | Hacienda San Javier, Guadalajara, Messico 3-4 febbraio 2023 Terra rossa            | Danimarca 3 |      |     |             |
| \| \| \| \| 1 \| 2 \| 3 \| \| \| - \| \| ---------------------------------------------------------------------------------- \| ---- \| ---- \| --- \| ----------- \| \| 1 \| \| Ernesto Escobedo Elmer Møller \| 7 5 \| 2 6 \| 2 6 \| \| \| 2 \| \| Rodrigo Pacheco Méndez August Holmgren \| 7 65 \| 62 7 \| 6 3 \| \| \| 3 \| \| Hans Hach Verdugo / Miguel Ángel Reyes Varela August Holmgren / Johannes Ingildsen \| 61 7 \| 7 61 \| 4 6 \| \| \| 4 \| \| Ernesto Escobedo August Holmgren \| 4 6 \| 4 6 \| \| \| \| 5 \| \| Rodrigo Pacheco Méndez Elmer Møller \| \| \| \| non giocato \| |                                                                         |                                                                                    |             |      |     |             |
| |                                                                         |                                                                                    | 1           | 2    | 3   |             |
| 1 | Messico (bandiera) · Danimarca (bandiera)                               | Ernesto Escobedo Elmer Møller                                                      | 7 5         | 2 6  | 2 6 |             |
| 2 | Messico (bandiera) · Danimarca (bandiera)                               | Rodrigo Pacheco Méndez August Holmgren                                             | 7 65        | 62 7 | 6 3 |             |
| 3 | Messico (bandiera) · Danimarca (bandiera)                               | Hans Hach Verdugo / Miguel Ángel Reyes Varela August Holmgren / Johannes Ingildsen | 61 7        | 7 61 | 4 6 |             |
| 4 | Messico (bandiera) · Danimarca (bandiera)                               | Ernesto Escobedo August Holmgren                                                   | 4 6         | 4 6  |     |             |
| 5 | Messico (bandiera) · Danimarca (bandiera)                               | Rodrigo Pacheco Méndez Elmer Møller                                                |             |      |     | non giocato |

#### Pakistan vs. India
| Pakistan 0 | Pakistan Sports Complex, Islamabad, Pakistan 3-4 febbraio 2024 Erba | Pakistan Sports Complex, Islamabad, Pakistan 3-4 febbraio 2024 Erba | India 4 |      |     |             |
| \| \| \| \| 1 \| 2 \| 3 \| \| \| - \| \| ---------------------------------------------------------- \| ---- \| ---- \| --- \| ----------- \| \| 1 \| \| Aisam-ul-Haq Qureshi Ramkumar Ramanathan \| 7 63 \| 64 7 \| 0 6 \| \| \| 2 \| \| Aqeel Khan Sriram Balaji \| 5 7 \| 3 6 \| \| \| \| 3 \| \| Aqeel Khan / Muzammil Murtaza Yuki Bhambri / Saketh Myneni \| 2 6 \| 65 7 \| \| \| \| 4 \| \| Shoaib Khan Niki Poonacha \| 3 6 \| 4 6 \| \| \| \| 5 \| \| Aisam-ul-Haq Qureshi Sriram Balaji \| \| \| \| non giocato \| |                                                                     |                                                                     |         |      |     |             |
| |                                                                     |                                                                     | 1       | 2    | 3   |             |
| 1 | Pakistan (bandiera) · India (bandiera)                              | Aisam-ul-Haq Qureshi Ramkumar Ramanathan                            | 7 63    | 64 7 | 0 6 |             |
| 2 | Pakistan (bandiera) · India (bandiera)                              | Aqeel Khan Sriram Balaji                                            | 5 7     | 3 6  |     |             |
| 3 | Pakistan (bandiera) · India (bandiera)                              | Aqeel Khan / Muzammil Murtaza Yuki Bhambri / Saketh Myneni          | 2 6     | 65 7 |     |             |
| 4 | Pakistan (bandiera) · India (bandiera)                              | Shoaib Khan Niki Poonacha                                           | 3 6     | 4 6  |     |             |
| 5 | Pakistan (bandiera) · India (bandiera)                              | Aisam-ul-Haq Qureshi Sriram Balaji                                  |         |      |     | non giocato |

#### Lituania vs. Georgia
| Lituania 3 | SEB Arena, Vilnius, Lituania 4-5 febbraio 2023 Cemento (i) | SEB Arena, Vilnius, Lituania 4-5 febbraio 2023 Cemento (i)             | Georgia 2 |     |      |  |
| \| \| \| \| 1 \| 2 \| 3 \| \| \| - \| \| ---------------------------------------------------------------------- \| ---- \| --- \| ---- \| \| \| 1 \| \| Vilius Gaubas Saba Purtseladze \| 3 6 \| 6 1 \| 5 7 \| \| \| 2 \| \| Ričardas Berankis Zura Tkemaladze \| 6 2 \| 6 2 \| \| \| \| 3 \| \| Tadas Babelis / Edas Butvilas Aleksandre Bakshi / Aleksandre Metreveli \| 5 7 \| 6 4 \| 4 6 \| \| \| 4 \| \| Ričardas Berankis Saba Purtseladze \| 7 65 \| 3 6 \| 7 67 \| \| \| 5 \| \| Vilius Gaubas Zura Tkemaladze \| 7 5 \| 6 3 \| \| \| |                                                            |                                                                        |           |     |      |  |
| |                                                            |                                                                        | 1         | 2   | 3    |  |
| 1 | Lituania (bandiera) · Georgia (bandiera)                   | Vilius Gaubas Saba Purtseladze                                         | 3 6       | 6 1 | 5 7  |  |
| 2 | Lituania (bandiera) · Georgia (bandiera)                   | Ričardas Berankis Zura Tkemaladze                                      | 6 2       | 6 2 |      |  |
| 3 | Lituania (bandiera) · Georgia (bandiera)                   | Tadas Babelis / Edas Butvilas Aleksandre Bakshi / Aleksandre Metreveli | 5 7       | 6 4 | 4 6  |  |
| 4 | Lituania (bandiera) · Georgia (bandiera)                   | Ričardas Berankis Saba Purtseladze                                     | 7 65      | 3 6 | 7 67 |  |
| 5 | Lituania (bandiera) · Georgia (bandiera)                   | Vilius Gaubas Zura Tkemaladze                                          | 7 5       | 6 3 |      |  |